# Eurostar Italia

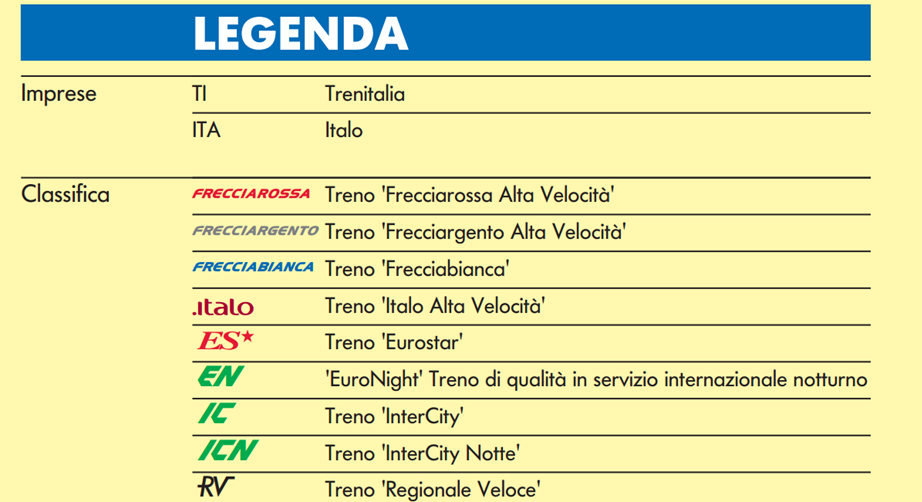
Zugkategorien auf einer Fahrplantafel in Roma Termini

Eurostar Italia war eine Zuggattung des italienischen Eisenbahnverkehrsunternehmen Trenitalia für Hochgeschwindigkeitszüge, die im Juni 2012 in Le Frecce umbenannt wurde. Als Abkürzung wurden von Trenitalia ES Italia und ES* benutzt.
Außer dem Namen bestand nie eine Verbindung zu Eurostar International, dem Betreiber der Züge, die durch den Ärmelkanaltunnel fahren.

## Zugangebot

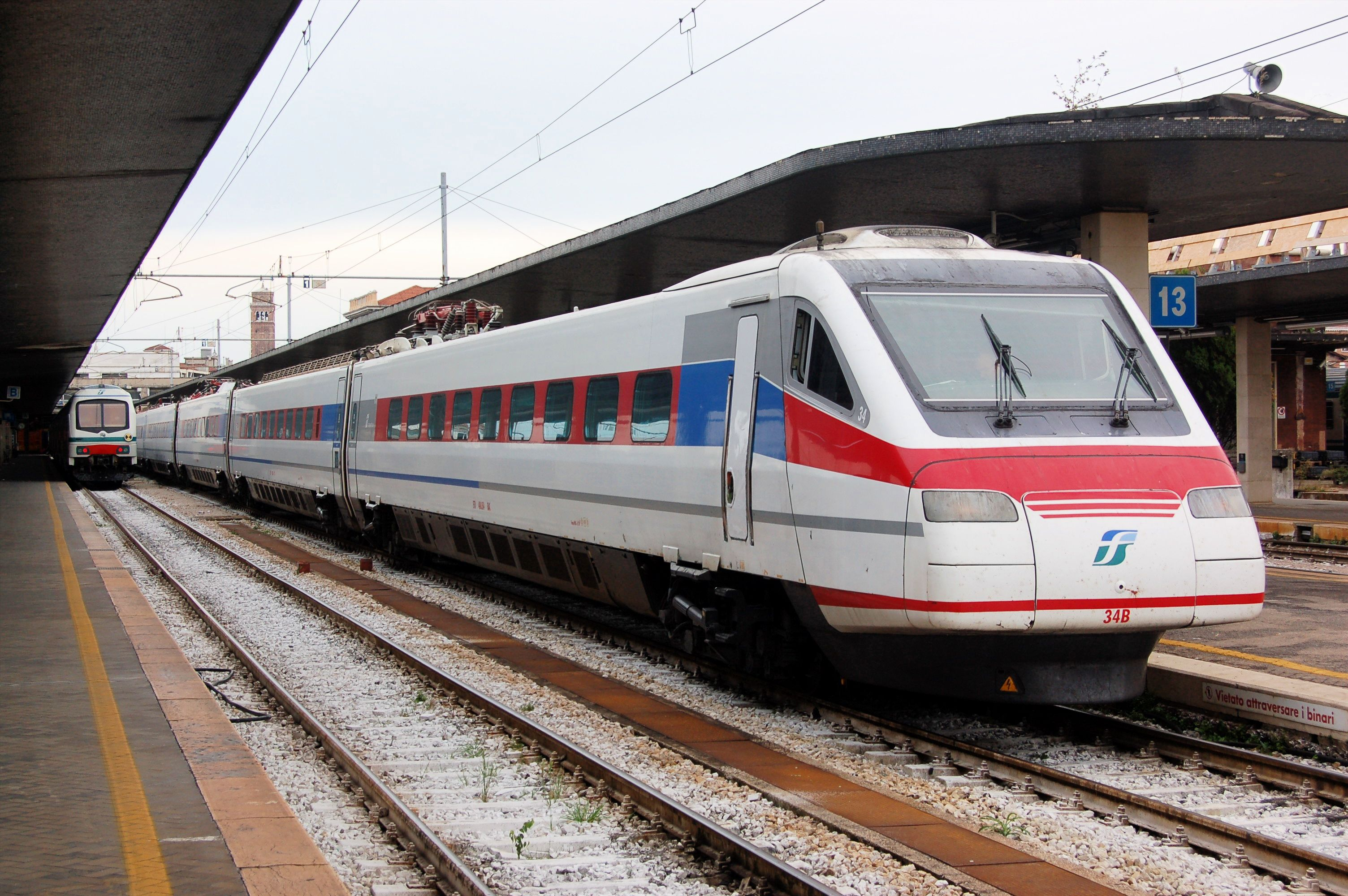
Ein ETR 460 als Eurostar Italia

Seit Dezember 2008 wurden innerhalb der Marke Eurostar Italia drei Kategorien bzw. zusätzliche Markennamen unterschieden. Die Züge erhielten eine zum Namen passende Farbgebung. Im Juni 2012 wurden die Untermarken Frecciargento und Frecciarossa aus der Marke Eurostar Italia ausgegliedert, mit Frecciabianca geschah dies bereits geraume Zeit zuvor. Folgende Züge verkehrten unter dieser Bezeichnung: ETR 460, ETR 500, ETR 600.

## Verbindungen
Die wichtigsten Verbindungen waren:
- Turin/Flughafen Mailand-Malpensa–Mailand–Bologna–Florenz–Rom–Neapel (–Salerno)
- Rom–Foligno–Falconara Marittima–Rimini–Ravenna
- Rom–Florenz–Bologna–Padua–Venedig (–Treviso–Udine)
- Rom–Florenz–Bologna–Verona–Brescia
- Rom–Florenz–Bologna–Verona–Trient–Bozen
- Rom–Foggia–Bari–Brindisi–Lecce
- Rom–Neapel–Lamezia Terme–Reggio Calabria
- Mailand–Bologna–Rimini–Ancona–Pescara–Bari–Lecce
- Mailand–Bologna–Rimini–Ancona–Pescara–Bari–Tarent
- Mailand–Genua–Rom
- Mailand–Verona–Vicenza–Udine
- Turin–Bologna–Rimini–Ancona–Pescara–Bari–Lecce
- Turin–Mailand–Verona–Vicenza–Padua–Venedig (–Triest)
- Venedig–Bologna–Rimini–Ancona–Pescara–Bari–Lecce